# Молодёжная информационная служба Казахстана
Общественный Фонд «Молодёжная информационная служба Казахстана» (МИСК) — некоммерческая организация, объединяющая молодых неравнодушных людей, которые хотят вложить свои знания, энергию, интеллект в развитие и процветание Казахстана.
МИСК имеет успешный опыт реализации гражданских инициатив, проведения республиканских эдвокаси кампаний, направленных на защиту молодых граждан Казахстана. Начала свою работу в 1 июня 1998 г. в г. Алматы по инициативе группы молодых граждан Казахстана — студентов вузов. В июне 1999 г. была зарегистрирована в форме неправительственного учреждения, в апреле 2002 г. перерегистрирована в форму общественного фонда.

## Миссия
Развитие гражданской активности молодёжи Казахстана посредством обучения, расширения информационного обмена и сотрудничества между молодыми гражданами и молодёжными объединениями, а также посредством их вовлечения в социально полезную деятельность.

## Философия
Молодёжная информационная служба Казахстана считает, что: 
мобилизация внутренних ресурсов роста нации возможна в первую очередь через создание системы молодёжной политики, которая позволила бы всю мощь человеческих ресурсов Казахстана инвестировать в развитие страны. Необходимо создать механизмы для внутренних инвестиций в социальном секторе страны, когда любой гражданин может вложить свой опыт, знания, энергию, идеи в созидание процветающего Казахстана. Сегодня, чтобы воспитать социальных менеджеров новой формации, соответствующих требованиям нового века, нам необходимо построить собственную систему их воспитания, развития и продвижения
.

## Основные направления деятельности
Социальные проекты: Эдвокаси кампании. Лоббирование. Гражданское образование. Благотворительность.
Информационные программы: Медиа-мониторинги. Создание молодежных баз данных (НПО, ВУЗы и СУЗы, СМИ, интернет-ресурсы). Проведение рейтингов. Молодежные сайты, информационные рассылки, печатные материалы. Публикации по молодежной проблематике.
Образовательные программы: Обучающие семинары. Тренинги и мастер-классы. Практикумы и школы.
Молодёжные события: Круглые столы. Форумы и дискуссии. Акции и кампании.
Исследования и экспертиза
Участие в законотворческой деятельности

## Проекты
Эдвокаси-кампании
«СтудентТЫ за новый договор» (2000—2001), «СтуденТЫ — за лучший сервис в вузах» (2002), «СтуденТЫ — за льготный проезд» (2002—2004), приостановление законопроекта «О государственной молодёжной политике» (2002).
Семинары и тренинговые кампании
«Развитие навыков эдвокаси и управления некоммерческой организацией» (2002), «Эдвокаси: участие граждан в процессе принятии решений» (2003).
Студенческие кампании, пособия, развитие органов самоуправления
Горячая студия «Куда поступаешь, абитуриент?», «Гид абитуриента» совместно с Народным банком(2003—2044), Студенческий рейтинг вузов совместно с Министерством образования (2003), Программа «Повышение деятельности органов студенческого самоуправления» (2004), Казахстанский форум органов студенческого самоуправления (ОСС) (2004), Первый международный форум органов студенческого самоуправления в Алматы (2005)
Трудоустройство студентов
Казахстанская Программа стажировок (2005—2011)
Лига молодых избирателей — проект «Молодёжной информационной службы Казахстана», направленный на информирование молодых избирателей о выборах, обучение и защиту их электоральных прав. Действует во время выборов в Республике Казахстан (Парламентские выборы в Казахстане (2012), Парламентские выборы в Казахстане (2007), Парламентские выборы в Казахстане (2004), Президентские выборы в Казахстане (2005), Президентские выборы в Казахстане (2011)),
Живая Библиотека — информационный проект МИСК, посвященный разнообразию нашего общества и тому, что самые разные люди имеют равные права на существование, понимание и уважение.
Школа Гражданского Образования — проект «Молодёжной информационной службы Казахстана», направленный на обучение молодых граждан страны гражданскому образованию. Формат школы — лекции, семинары, мастер-классы.
Школа Прав Человека — проект «Молодежной информационной службы Казахстана», который фокусируется на воспитании молодых казахстанских правозащитников.
ZhasCamp — неформальная конференция, посвященная социальным инициативам молодежи. Проходит в Казахстане ежегодно с 2010 года.

## Партнёры и доноры
| Центр ОБСЕ в Нур-Султане      | Фонд Сорос-Казахстан                                | Национальный демократический институт    | Всемирный Банк в Казахстане                                  | Международное Бюро по правам человека                 | Фонд им. Фридриха Эберта в Казахстане |
| Каунтерпарт Интернешнл        | Представительство Европейской комиссии в Казахстане | Агентство США по международному развитию | Freedom House в Казахстане                                   | en:Institute for War and Peace Reporting в Казахстане | Международная академия бизнеса        |
| Ассоциация юных лидеров (АЮЛ) | Международный центр журналистики МediaNet           | Портал «Республика»                      | Газета «Взгляд»                                              | Информационное агентство Интерфакс                    | Агентство Kloop-медиа                 |
| Блог-платформа Yvision        | ОАО «RG Brands» с брендом Pepsi                     | ТОО «КаР-Тел» с брендом Beeline          | Спикеры и эксперты Школы гражданского образования и ZhasCamp | Эстрадный певец Батырхан Шукенов                      |                                       |